# Victorian
Le Victorian est un paquebot de l'Allan Line mis en service en 1905 sur la ligne Liverpool—Montréal. Il s'agit du premier grand navire à passagers à être équipé de turbines à vapeur. Durant la Première Guerre mondiale, il sert de transport, avant de revenir à la Canadian Pacific, qui a entretemps racheté l'Allan Line.
En 1922, il est renommé Marloch et continue son service jusqu'en 1929, de façon plus ou moins ponctuelle. Il est finalement démoli.